# Spinaria suliana
Spinaria suliana är en stekelart som beskrevs av John Obadiah Westwood 1882. Spinaria suliana ingår i släktet Spinaria och familjen bracksteklar. Inga underarter finns listade i Catalogue of Life.